# Tod eines Schülers
Tod eines Schülers ist eine 1980 vom ZDF produzierte, sechsteilige Fernsehserie, die den Schienensuizid des fiktiven Abiturienten Claus Wagner behandelt. Sie wurde 1981 mit der Goldenen Kamera ausgezeichnet. Die Regie führte Claus Peter Witt und das Drehbuch stammt von Robert Stromberger.

## Inhalt
Jede Folge beginnt mit der gleichen Filmsequenz, in der sich Wagner vor einen Zug wirft. Je Episode wird sich aus den verschiedenen Blickwinkeln der Kriminalpolizei, der Eltern, der Lehrer, der Mitschüler, der Freundin und Wagners selbst mit dem Suizid und dessen Vorgeschichte auseinandergesetzt. Am Ende jeder Folge sprach der Theologe Klaus-Peter Jörns etwa fünf Minuten einen Epilog, der die Handlung reflektierte und einordnete.
Stromberger erhielt für die Serie 1983 eine ehrende Anerkennung beim Adolf-Grimme-Preis.

## Episoden
| Episode | Titel              | Erstausstrahlung |
| ------- | ------------------ | ---------------- |
| 1       | Das fehlende Motiv | 18. Januar 1981  |
| 2       | Die Eltern         | 25. Januar 1981  |
| 3       | Die Lehrer         | 1. Februar 1981  |
| 4       | Die Mitschüler     | 8. Februar 1981  |
| 5       | Die Freundin       | 16. Februar 1981 |
| 6       | Claus Wagner       | 22. Februar 1981 |

## Rezeption
Von einigen Elternverbänden wurde der Serie vorgeworfen, Suizidgefährdete zur Nachahmung zu verleiten. Laut einer vom Zentralinstitut für Seelische Gesundheit in Mannheim über den Zeitraum von 70 Tagen nach Erstausstrahlung ausgewerteten Studie stieg die Suizidhäufigkeit im Bahnbereich bei 15- bis 19-jährigen männlichen Jugendlichen um 175 % (siehe Werther-Effekt), nach der zweiten Ausstrahlung eineinhalb Jahre später noch um 115 %, was auf die geringeren Zuschauerzahlen zurückzuführen sei. Das ZDF gab in der Folge zwei weitere Studien in Auftrag, die zu dem Ergebnis kamen, dass ein Zusammenhang zwischen der Fernsehserie und den gehäuften Selbsttötungen von männlichen Jugendlichen nicht nachweisbar sei.
Nachdem die Serie fast 30 Jahre lang aus Furcht vor Schülersuiziden für eine Video-Veröffentlichung gesperrt war, wurde sie am 7. August 2009 doch noch freigegeben und vom ZDF auf DVD veröffentlicht.